# One Foot in the Blues
One Foot in the Blues é uma compilação de blues da banda americana de blues-rock ZZ Top, lançado em 1994.

## Faixas
Todas as faixas por Billy Gibbons, Dusty Hill e Frank Beard exceto onde assinado.
1. "Brown Sugar" (Gibbons) – 5:20
  - Originalmente do ZZ Top's First Album (1971)
2. "Just Got Back from Baby's" (Gibbons, Bill Ham) – 4:09
  - Originalmente do ZZ Top's First Album (1971)
3. "A Fool for Your Stockings" – 4:16
  - Originalmente do Degüello (1979)
4. "I Need You Tonight" – 6:15
  - Originalmente do Eliminator (1983)
5. "She Loves My Automobile" – 2:23
  - Originalmente do Degüello (1979)
6. "Hi Fi Mama" – 2:24
  - Originalmente do Degüello (1979)
7. "Hot, Blue and Righteous" (Gibbons) – 3:17
  - Originalmente do Tres Hombres (1973)
8. "My Head's in Mississippi" – 4:20
  - Originalmente do Recycler (1990)
9. "Lowdown in the Street" – 2:49
  - Originalmente do Degüello (1979)
10. "If I Could Only Flag Her Down" – 3:39
  - Originalmente do Eliminator (1983)
11. "Apologies to Pearly" (Gibbons, Hill, Beard, Ham) – 2:44
  - Instrumental
  - Originalmente do Rio Grande Mud (1972)
12. "Sure Got Cold After the Rain Fell" (Gibbons) – 6:47
  - Originalmente do Rio Grande Mud (1972)
13. "Bar-B-Q" (Gibbons, Ham) – 3:21
  - Originalmente do Rio Grande Mud (1972)
14. "Old Man" – 3:32
  - Originalmente do ZZ Top's First Album (1971)
15. "Certified Blues" (Gibbons, Beard, Ham) – 3:25
  - Originalmente do ZZ Top's First Album (1971)
16. "2000 Blues" – 4:42
  - Originalmente do Recycler (1990)
17. "Heaven, Hell or Houston" – 2:32
  - Originalmente do El Loco (1981)

## Banda
- Billy Gibbons: guitarra e vocal
- Dusty Hill: baixo
- Frank Beard: bateria